# Issa Kaboré
Issa Kaboré (2001. május 12. –) Burkina Fasó-i válogatott labdarúgó, a Werder Bremen játékosa, kölcsönben a Manchester City csapatától.

## Pályafutása

### Klubcsapatokban
Pályafutását hazájában kezdte, Bobo-Dioulasso városában, a Rahimo csapatában. 2019. augusztus 28-án szerződtette a belga élvonalban szereplő Mechelen. 2020. február 11-én mutatkozott be tétmérkőzésen a klub színeiben a Charleroi elleni 2-1-es vereség alkalmával. Összesen öt bajnokin kapott lehetőséget a 2019-2020-as szezonban, egy gólpasszt jegyzett. 2020 nyarán az angol első osztályban szereplő Manchester City igazolta le. Kaboré öt évre írt alá a csapathoz, amely a következő szezonra kölcsönadta a Mechelennek.

### A válogatottban
A 2019-es U20-as Afrikai nemzetek kupája során három mérkőzésen lépett pályára a korosztályos válogatottban. A Burkina Fasó-i felnőtt válogatottban 2019. június 9-én mutatkozott be egy Kongó elleni 0-0-s felkészülési mérkőzésen.